# Palamás (kommunhuvudort)
Palamás är en kommunhuvudort i Grekland.   Den ligger i prefekturen Nomós Kardhítsas och regionen Thessalien, i den centrala delen av landet, 220 km nordväst om huvudstaden Aten. Palamás ligger 92 meter över havet och antalet invånare är 5 719.
Terrängen runt Palamás är platt åt sydväst, men åt nordost är den kuperad. Runt Palamás är det ganska glesbefolkat, med 27 invånare per kvadratkilometer. Närmaste större samhälle är Karditsa, 17,9 km sydväst om Palamás. Trakten runt Palamás består till största delen av jordbruksmark.